# Johnny Christ
Johnny Christ (Jonathan Lewis Seward, 18 de novembre del 1984), baixista d'Avenged Sevenfold.
És el tercer baixista que ha tingut el grup. Va substituir a Dameon Ash l'any 2002. Quan va entrar al grup tenia 18 anys, convertint-se en el més jove del grup. Té avantpassats de Polònia, ja que la seva àvia era nativa d'allà, i els seus pares estan divorciats.
Johnny és el germà petit d'un company de classe de Synyster Gates. Ell recorda que quan estava a l'escola, Syn en algun moment li va dir que podia estar a A7X. Més tard, Johnny va arribar al clàssic garatge d'assaig i va impressionar a tot el grup amb la seva manera de tocar el baix. Johnny ha estat tocant el baix durant més de deu anys però mai ha assistit a classes.
Va participar per primera vegada en estudi amb la banda a la gravació de l'àlbum Waking the Fallen. En el DVD All Excess, mentre els integrants del grup parlaven de com van arribar als seus pseudònims, explica que ell, en el moment d'integrar-se a la banda, el van anomenar "Johnny". Quan firmava autògrafs, la resta del grup li deia que es busqués un "cognom", a lo que Zacky Vengeance va proposar "Christ". Johnny va respondre una mica estranyat: "Christ? És realment lleig, tots l'odiaran; així que definitivament me'l quedo".
Té fòbia als cavalls.
Té tatuat un Dràcula al seu braç dret i un tatuatge d'un taüt en el dit del mig, igual que la resta de membres de la banda que el posseeixen.
Actualment té el DeathBat de Jimmy Sullivan tatuat al pit, com a mostra de l'afecte que li tenia i que el troba a faltar, igual que la resta del grup que también tienen un tatuatge sobre The Rev.